# Poslední závod
Poslední závod je český film z roku 2022 režiséra Tomáše Hodana o lyžařském závodu z roku 1913, při kterém v Krkonoších zahynuli Bohumil Hanč a Václav Vrbata. Vypravěčem příběhu se stal Němec Emerich Rath, který se marně snažil zachránit Bohumila Hanče.
Stejné téma zpracoval již film Synové hor z roku 1956.

## Děj
Děj filmu se odehrává ve dvou časových rovinách, které se vzájemně prolínají. Hlavním vypravěčem je Emerich Rath, německý sportovec, který byl součástí tragických událostí v roce 1913, a zároveň postava, která v roce 1959 přichází pracovat jako topič do rekreační chaty v Krkonoších.
Rok 1959: Starší muž, Emerich Rath, dorazí bosý do rekreační chaty, kde má pracovat jako topič. Přestože jeho příchod vzbudí mezi zaměstnanci nedůvěru, postupně si získává jejich pozornost svými dovednostmi a vzpomínkami na sportovní kariéru. Zmiňuje, že byl pozván jako čestný host na olympiádu v Římě, a jeho postava je klíčová pro vyprávění příběhu, který začíná odhalovat. Jeho vyprávění přenáší diváka zpět do roku 1913, kdy se odehrál osudný lyžařský závod.
Rok 1913: V březnu 1913 se koná mezinárodní závod na 50 kilometrů na hřebenech Krkonoš. Český lyžařský šampion Bohumil Hanč, známý svými úspěchy doma i v zahraničí, má závodit proti německému závodníkovi Bartelovi. Hanč zpočátku nechtěl závodit, protože slíbil své těhotné manželce Slávce, že s lyžováním skončí. Nakonec se však nechá přemluvit a připojuje se k ostatním závodníkům.
Po prvních kolech se prudce zhorší počasí, vypukne sněhová vánice. Závodníci postupně vzdávají, ale Hanč pokračuje dál, neuvědomuje si plně nebezpečí, které hory v této chvíli představují. Na trati zůstává sám, zatímco jeho přítel Václav Vrbata, jediný divák, ho sleduje a rozhodne se mu pomoci. V prudké zimě mu půjčuje svůj kabát.
Když se Hančova situace výrazně zhorší, vydává se na pomoc Emerich Rath, který ho na trati najde. Rath nasazuje vlastní život, aby Hanče zachránil, ale snaha je marná. Hanč na následky mrazu umírá, stejně jako Vrbata, který zemře při pokusu zachránit přítele.
Závěr: Po závodě se z Hanče stává národní hrdina, zatímco Rathův hrdinský čin je po druhé světové válce a komunistickém převratu téměř zapomenut. Rath dožívá jako osamělý muž, jehož příběh zůstává dlouho skryt v zapomnění. Teprve v roce 1959, kdy Rath v horské chatě vypráví svůj příběh, ožívají události tragického závodu a znovu připomínají hrdinství všech zúčastněných.

## Výroba
Film se natáčel od února 2021 v autentických lokacích, na Medvědí boudě, Brádlerových boudách, Hostinném či ve Františkově. Zázemí měli filmaři na Labské boudě. Přípravy filmu zabraly šest let, scénář měl dvanáct verzí.

## Obsazení
| Kryštof Hádek     | Bohumil Hanč             |
| Marek Adamczyk    | Emerich Rath             |
| Oldřich Kaiser    | Emerich Rath starší      |
| Judit Bárdos      | Slávka Hančová           |
| Vladimír Pokorný  | Václav Vrbata            |
| Vladimír Javorský | Jan Buchar               |
| Jaroslav Plesl    | Josef Rössler-Ořovský    |
| Jan Nedbal        | Josef Feistauer          |
| Cyril Dobrý       | Karel Jarolímek          |
| Jan Hofman        | Josef Scheiner           |
| Zbyšek Humpolec   | Friedrich Reinhold       |
| Bastian Beyer     | Oswald Bartel            |
| Simon Kirschner   | Ingvald Smith-Kielland   |
| Ondřej Bauer      | kontrolor Vaina          |
| Filip Brouk       | kontrolor Muttich        |
| Renata Prokopová  | kostimerka               |
| Lubor Šplíchal    | hostinský                |
| Jakub Zindulka    | doktor Šimer             |
| Jiří Černý        | Pohůnek                  |
| Eva Adamczyková   | rekreantka               |
| Jan Hájek         | správce Fučíkovy chaty   |
| Gabriela Pyšná    | správcová Fučíkovy chaty |
| Jan Kolařík       | správce Labské chaty     |
| Claudia Vašeková  | správcová Labské chaty   |
| Martin Stránský   | správce mísečných bud    |
| Petr Bárta        | hlavní instruktor        |

## Recenze
- Irena Hejdová, Deník N
- Mr. Hlad, MovieZone.cz
- Martin Horička, .týždeň
- Tomáš Stejskal, Aktuálně